# تپه مازان علیا
تپه مازان علیا مربوط به عصر آهن - دوره اشکانیان است و در شهرستان گرمی، بخش مرکزی، دهستان اجارود شمالی، روستای کله سرمازان علیا واقع شده و این اثر در تاریخ ۱۲ شهریور ۱۳۸۶ با شمارهٔ ثبت ۱۹۴۳۰ به‌عنوان یکی از آثار ملی ایران به ثبت رسیده است.